# Titus Manlius Torquatus (Konsul 299 v. Chr.)
Titus Manlius Torquatus (gest. 299) war ein römischer Politiker an der Wende vom 4. zum 3. Jahrhundert v. Chr.
Manlius war der Enkel des Titus Manlius Imperiosus Torquatus, des bedeutendsten Vertreters der gens Manlia im 4. Jahrhundert v. Chr., der das cognomen Torquatus in die Familie brachte. Dieser ließ 340 v. Chr. seinen Sohn Titus wegen Missachtung seines konsularischen Befehls hinrichten. Der Sohn hatte gegen den Befehl seines Vaters und Feldherrn einen feindlichen Vorposten angegriffen und im Zweikampf besiegt. Trotz des Sieges ließ der Konsul seinen Sohn vor der Heeresversammlung hinrichten, da die Aufrechterhaltung der militärischen Disziplin und das Staatswohl über persönliche Gefühle der Vaterliebe zu stellen  waren. Dieser Vorfall wurde als vorbildliches Beispiel für die republikanische Tugend betrachtet.
Im Jahr 299 v. Chr. wurde er zusammen mit Marcus Fulvius Paetinus zum Konsul gewählt. Laut Livius, der sich unter anderem auf den Historiker Gaius Licinius Macer beruft, war eigentlich Quintus Fabius Maximus Rullianus gewählt worden, der auf das Amt aber verzichtete, da er in einem Jahr ohne Krieg lieber eine städtische Magistratur übernehmen wollte.
Manlius erhielt als Amtsbereich Etrurien. Doch schon zu Beginn der Operationen stürzte er bei einem Manöver mit der Reiterei vom Pferd und wurde so schwer verletzt, dass er drei Tage später verstarb. Die Etrusker sahen sich nun in ihrem Widerstandswillen bestärkt, so dass der Senat vorhatte, einen Diktator zu ernennen. Von diesem Plan nahm man jedoch wieder Abstand, so dass schließlich Marcus Valerius Corvus zum Suffektkonsul gewählt wurde.
Söhne des Manlius sind nicht bekannt. Zwei direkte Nachkommen spielten eine bedeutende Rolle im Ersten Punischen Krieg und in den Jahrzehnten danach: Aulus Manlius Torquatus Atticus wurde Konsul in den Jahren 244 und 241 v. Chr. sowie Zensor 247 v. Chr., Titus Manlius Torquatus war 235 und 224 v. Chr. Konsul, dazwischen 237 Zensor und starb 202 v. Chr.